# Liparis alata
Liparis alata är en orkidéart som beskrevs av Achille Richard. Liparis alata ingår i släktet gulyxnen, och familjen orkidéer. Inga underarter finns listade i Catalogue of Life.